# Reacție în lanț
O reacție în lanț (numită și reacție înlănțuită) reprezintă o secvență de reacții în care un produs sau un produs secundar induce desfășurarea altor reacții. Reacțiile în lanț reprezintă o metodă prin care sistemele care se află în neechilibru termodinamic pot să elimine energia sau să-și crească entropia, pentru a ajunge într-o stare de entropie cât mai mare.

## Etape
Principalele tipuri de etape care pot apărea în reacțiile în lanț sunt următoarele:
- Inițierea: formarea particulelor active, de obicei radicali liberi
- Propagarea: poate include etape intermediare, în care particulele active formează alte particule active care continuă seria de reacții
- Întreruperea: particula activă își pierde activitatea (de exemplu, prin combinarea a doi radicali liberi)

## Exemple
- Reacția în lanț a polimerazei
- Reacție în lanț proton–proton
- Reacție nucleară în lanț